# 日本農民組合 (主体性派)
日本農民組合 (主体性派)（にほんのうみんくみあい しゅたいせいは）は、1946年2月9日に結成された日本農民組合が、1949年4月の第3回大会を前にした2月の中央委員会で分裂した際の主流派。一方の「日農統一派」が「左派」とされるのに対して、「右派」とされる。略称は「日農主体性派」。
本部事務所は、東京都千代田区内幸町。機関紙は「日本農民新聞」、「農林資料通信」（月3回刊）。
1951年3月の第5回大会では、書記長に江田三郎が選出されている。
主体性派は1950年1月の大会で「日農統一派」内の労働者農民党系（黒田寿男派）と合同した後、1953年1月には、社会党右派系指導者が離脱したため、この頃には、社会党左派と労働者農民党（黒田派）の系統にあったとされる。
1952年末、日農主体性派の組合員数は全国で15万9000人。組合員数の多い地方は新潟（4万5347人）、岐阜（3万人）、鳥取（1万4224人）、徳島（1万6000人）等であるといわれた。
1957年9月、日農統一派と合同して日本農民組合全国連合会（日農全連）を創立して解消された。